# Frombola

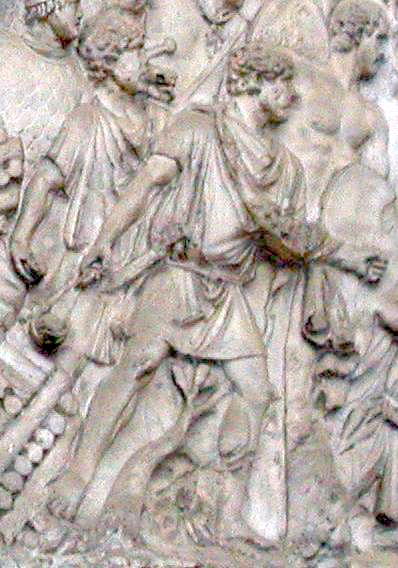
Frombolieri raffigurati sulla Colonna Traiana

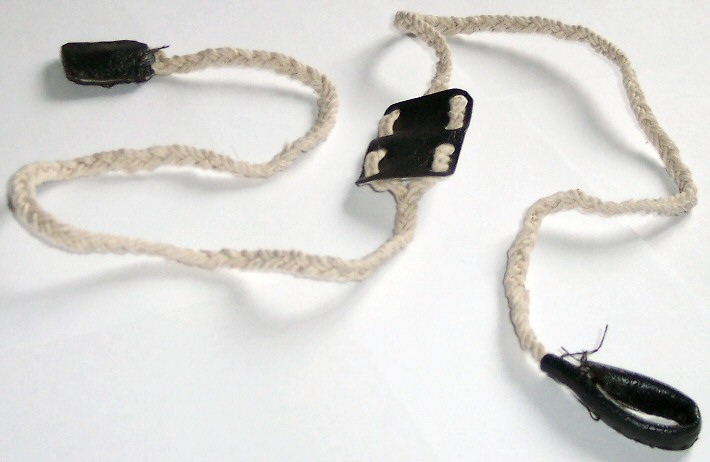
riproduzione di una frombola in corda intrecciata e pelle cucita

La frombola o funda è un tipo di arma da lancio molto antica: è una fionda composta da una sacca contenente il proiettile (di sasso, pietra o piombo) con due lacci, uno dei quali termina con un cappio.
Il proiettile si mette nella sacca e si fa ruotare la frombola: la forza centrifuga sprigionata dal moto fornisce velocità al proiettile, che vola nell'aria quando si lascia l'altro laccio.

## Storia
L'origine della frombola è sconosciuta e probabilmente apparve contemporaneamente in aree diverse. L'utilizzo della frombola risale all'antichità (Sumeri, Assiri, Egizi) e l'esempio più famoso è quello del combattimento biblico tra Davide e Golia.
Gli antichi eserciti più organizzati comprendevano reparti di frombolieri, i fanti leggeri specializzati nell'uso della frombola. Nel Mar Mediterraneo si specializzarono come frombolieri i Rodii e soprattutto gli abitanti delle Isole Baleari, i quali iniziarono ad essere utilizzati come mercenari dai siracusani e dai cartaginesi.
La frombola venne anche usata dai fanti romani, come testimoniano anche le raffigurazioni della colonna Traiana. Durante l'Impero romano la funda venne anche perfezionata con la frombola a palo (fustibalus). La fionda, almeno dall'alto impero (ma occasionalmente sin dalle guerre sociali), divenne parte dell'armamento di buona parte della fanteria legionaria, soprattutto come arma da impiegarsi negli assedi e nelle scaramucce a distanza (o come copertura, ad esempio, durante il forzamento di un fiume).

## Proiettili

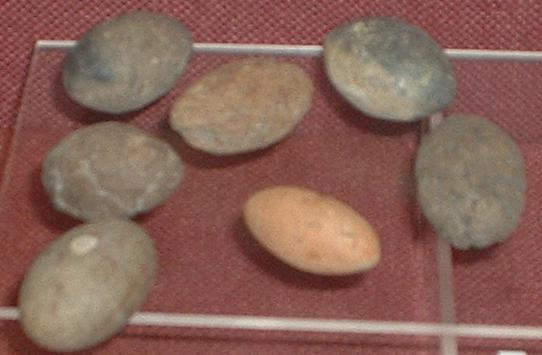
Munizioni di argilla cotta e pietra ritrovati a Ham Hill, Somerset.

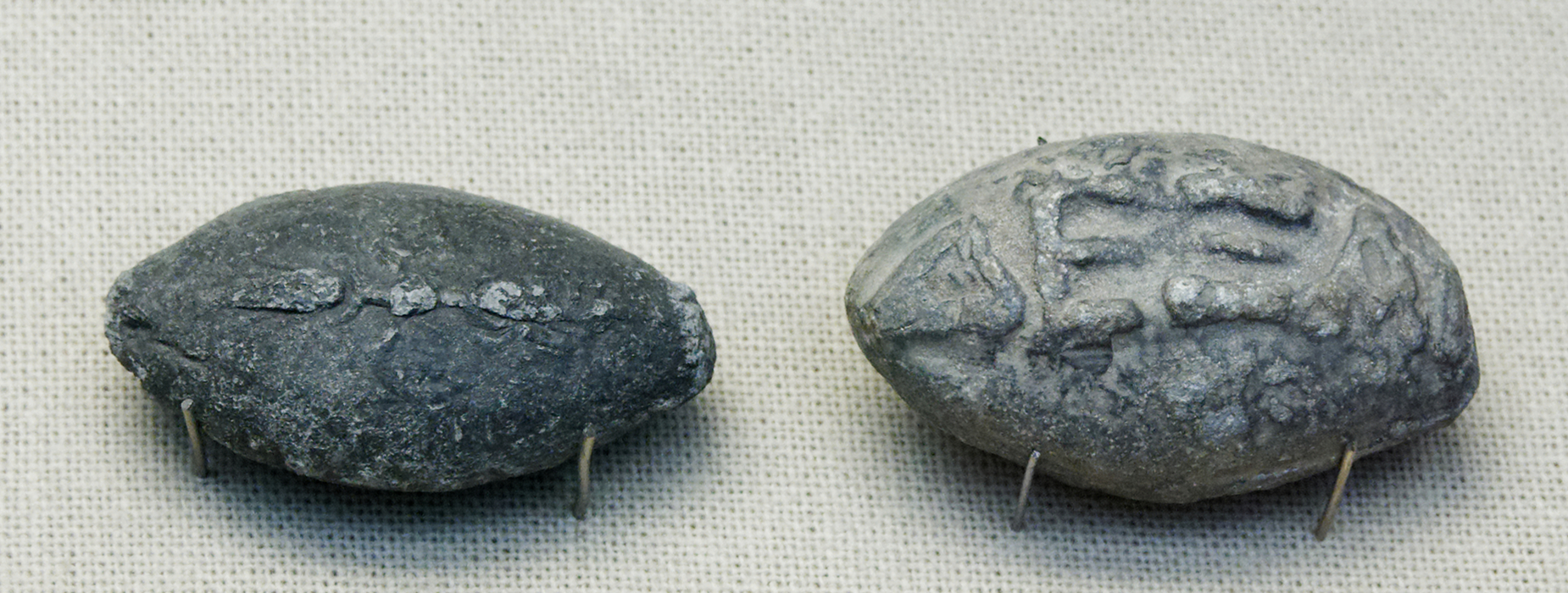
Proiettili di piombo ovali. Su un lato è incisa una saetta, mentre sull'altro l'equivalente della scritta "Prendi questo". Piombo del IV secolo a.C. proveniente da Atene.

Come proiettili venivano usati sassi e pietre, che erano sempre disponibili - anche sui campi di battaglia. Tuttavia un'evoluzione significativa fu l'introduzione delle "ghiande-missili" in piombo o terracotta, che permettevano una maggiore perforazione, una maggiore precisione e una maggiore cadenza di tiro.
Questi proiettili solitamente riportavano un'incisione o un rilievo per fusione con diciture che andavano dall'insulto al nemico, al nome del fromboliere o dell'artigiano, alla richiesta di benedizione da parte di qualche divinità per guidare il proiettile. In epoca repubblicana romana i proiettili vennero prodotti in serie e vi era impresso un fulmine che faceva allusione alla folgore di Giove. Presso una fortezza caledonica espugnata sotto l'impero di Antonino il Pio a nord del vallo Adriano sono stati trovati numerosi proiettili in piombo forati, che una volta lanciati sprigionavano un sinistro fischio, con un effetto psicologico sul nemico.

## Gittata e potenza
Non si sa con certezza a che distanza potesse arrivare una frombola, ma, secondo alcune supposizioni, tale arma permetteva di lanciare il proiettile fino ad un massimo di 400 metri di distanza. Un proiettile lanciato da una frombola era in grado di perforare un elmo e l'unica vera protezione contro un fromboliere era lo scudo in bronzo o in legno.